# Belža
Belža – wieś (obec) na Słowacji położona w kraju koszyckim, w powiecie Koszyce-okolice. Pierwsze wzmianki o miejscowości pochodzą z roku 1232. 
Według danych z dnia 31 grudnia 2012, wieś zamieszkiwało 386 osób, w tym 193 kobiety i 193 mężczyzn.
W 2001 roku pod względem narodowości i przynależności etnicznej 99,72% mieszkańców stanowili Słowacy.
Ze względu na wyznawaną religię struktura mieszkańców kształtowała się w 2001 roku następująco:
- Katolicy rzymscy – 62,57%
- Grekokatolicy – 32,96%
- Ateiści – 0,84%
- Nie podano – 1,68%